# Gare de Rive-de-Gier
Gare de Rive-de-Gier – stacja kolejowa w Rive-de-Gier, w departamencie Loara, w regionie Owernia-Rodan-Alpy, we Francji. Znajduje się na linii Moret – Lyon.
Stacja została otwarta przez Compagnie du chemin de fer de Saint-Étienne à Lyon w 1830 roku. Na początku 2010 roku stacja należała do Société nationale des chemins de fer français (SNCF) i była obsługiwana przez pociągi TER Rhône-Alpes, które wykonują połączenia między Lyon-Perrache i Firminy i między Lyon Part-Dieu i Saint-Étienne-Châteaucreux.

## Historia
Stacja została otwarta przez Compagnie du chemin de fer de Saint-Étienne à Lyon, kiedy otwiero pierwszą część linii między Rive-de-Gier i Givors, 1 października 1830, trasy z Saint-Etienne do Lyonu.